# Gerold von Braunmühl
Dit overzicht is mogelijk incompleet; u kunt helpen door het uit te breiden.

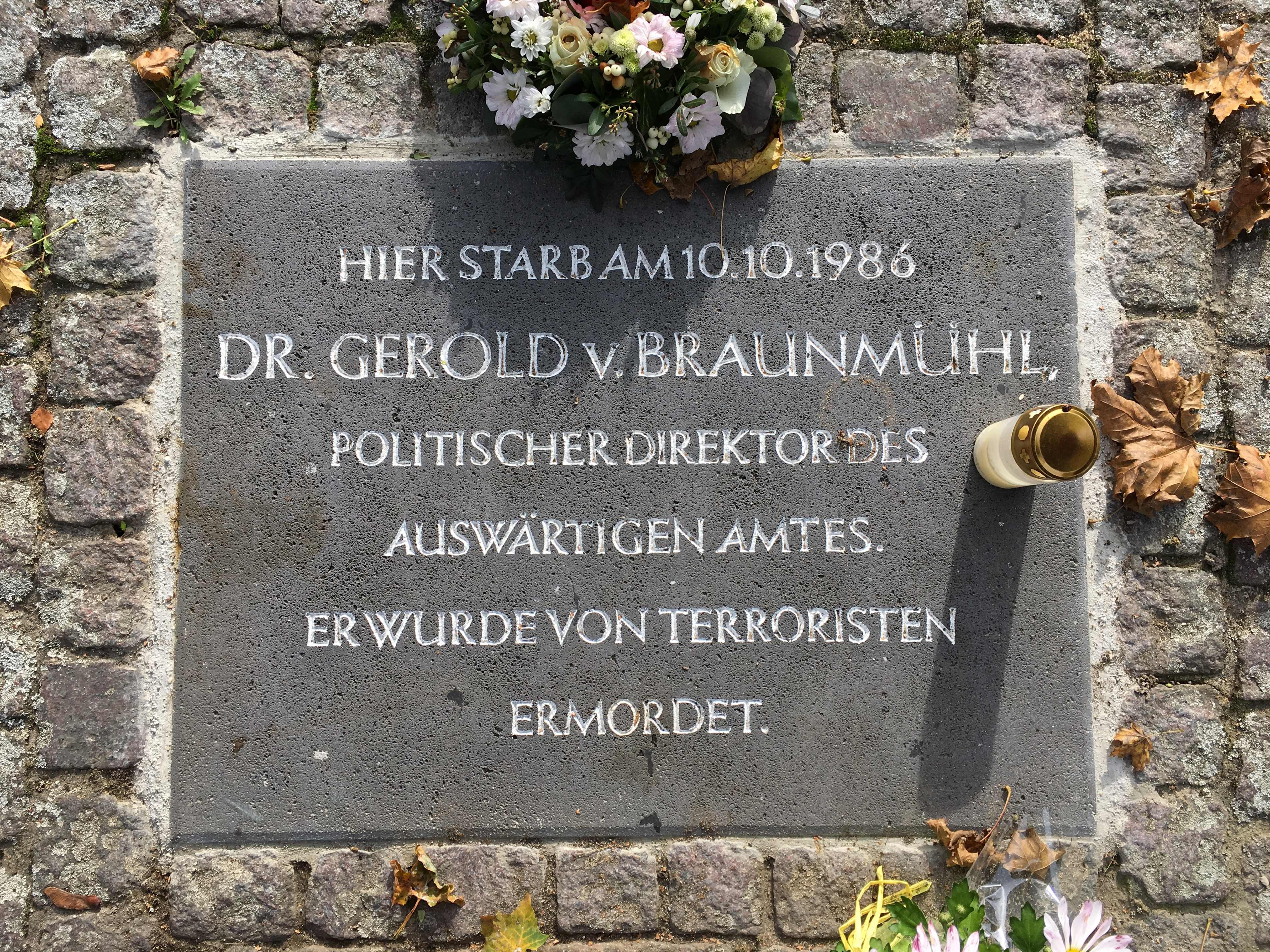
Gedenkplaat op de scène in Bonn-Ippendorf

Gerold von Braunmühl (Breslau (tegenwoordig in Polen), 15 september 1935 - Bonn-Ippendorf, 10 oktober 1986) was een Duits diplomaat.
Hij kwam aan zijn einde doordat hij van dichtbij werd doodgeschoten door een terrorist van de Rote Armee Fraktion (RAF). Een van de afgevuurde kogels was afkomstig uit het pistool waarmee negen jaar eerder de Duitse werkgeversvoorzitter Hanns-Martin Schleyer door diezelfde terroristenorganisatie was omgebracht.